# Чентро Л'Оази (Казерта)
Чентро Л'Оази је насеље у Италији у округу Казерта, региону Кампанија.
Према процени из 2011. у насељу је живело 20 становника. Насеље се налази на надморској висини од 218 м.